# نييا

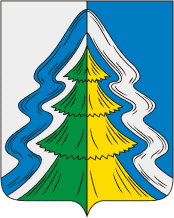
شعار نييا

نييا (بالروسية: Нея) هي إحدى مدن روسيا في الكيان الفدرالي الروسي كوستروما أوبلاست.
أول استقرار في نييا كان عام 1906، وتم حصولها على حالة قرية (أمر تنظيمي) عام 1958.